# Oslo gate
Oslo gate är en gata i Gamlebyen i Oslo i Norge, som löper som stadsdelens huvudaxel i nord-sydlig riktning från Schweigaards gate/Grønlandsleiret till Konows gate/Mosseveien vid Oslo Hospital. 
Gatans sträckning norr om Oslo torg följer medeltidens Nordre strete och visas på den äldsta kartan över det gamla Oslo från första delen av 1600-talet. Oslo gate söder om torget anlades på 1800-talet. Gatan fick sitt namn vid stadsutbyggnaden 1859.
Bebyggelsen längs gatan består huvudsakligen av hyreshus från andra hälften av 1800-talet. Nordväst om korsningen med Bispegate ligger Oslo ladegård från 1725, som delvis är byggd på källarmurar från Oslo bispegård från 1200-talet. På motsatt sida av gatan ligger Minneparken med bland annat ruinerna av Hallvardskatedralen. 
Längs östsidan av Oslo gate mellan Ekebergveien och Konows gate ligger fastigheten Oslo Hospital, som innefattar de två 1700-talsbyggnaderna Gråsteinsbygningen och Gamlebyen kirke. 
Spårvägslinjen Gamlebylinjen går utmed hela gatusträckningen. Redan 1878 förlängdes spåret från Stortorvet i Kristianias centrum in på Oslo gate till St. Halvards plass, och 1899 förlängdes det till Oslo hospital. 

## Bildgalleri

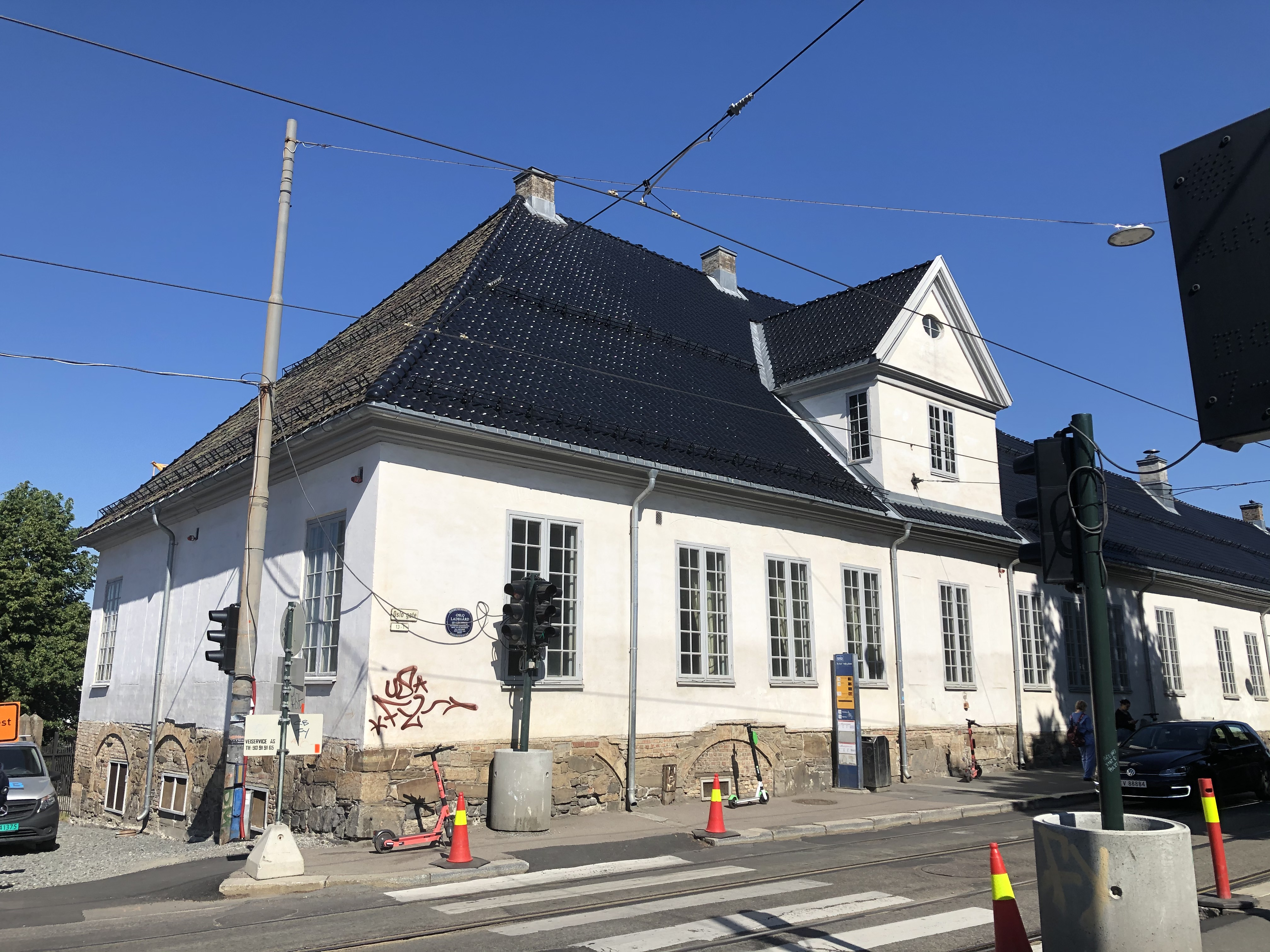
Oslo ladegård vid korsningen med Bispegate
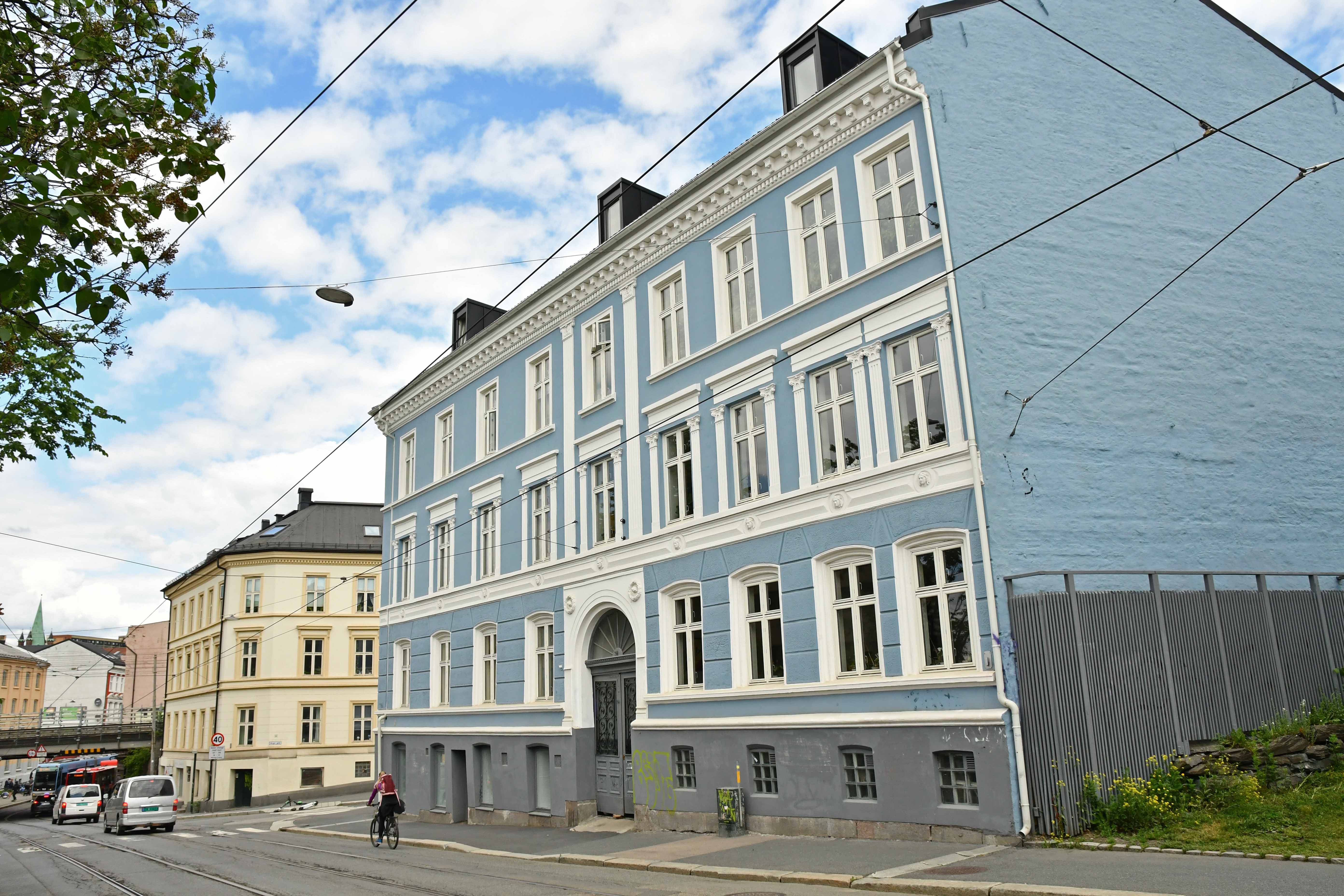
Oslo gate 2 vid Arups gate
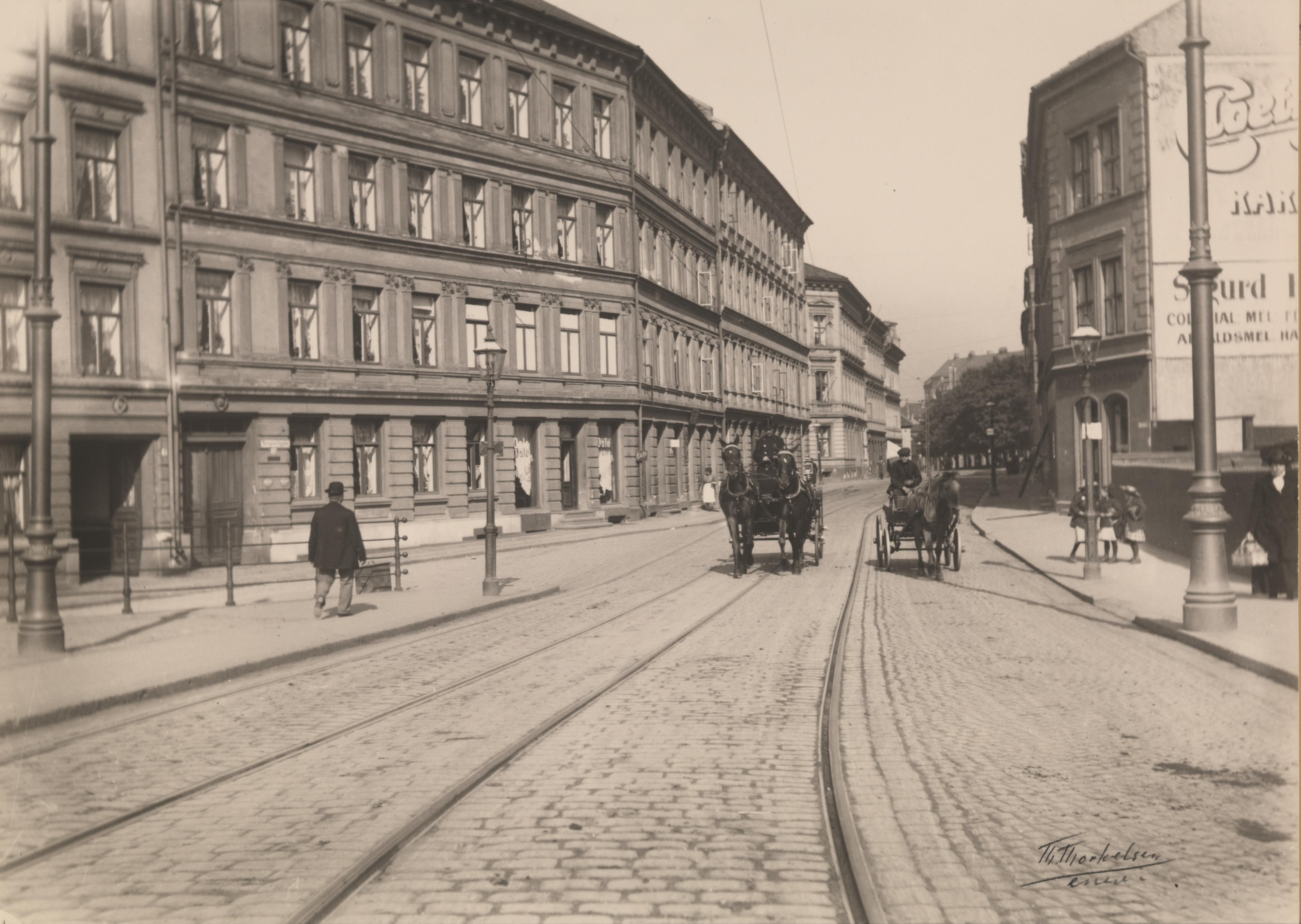
Oslo gate vid Saxegaards gate, nuvande Erik Schias plass
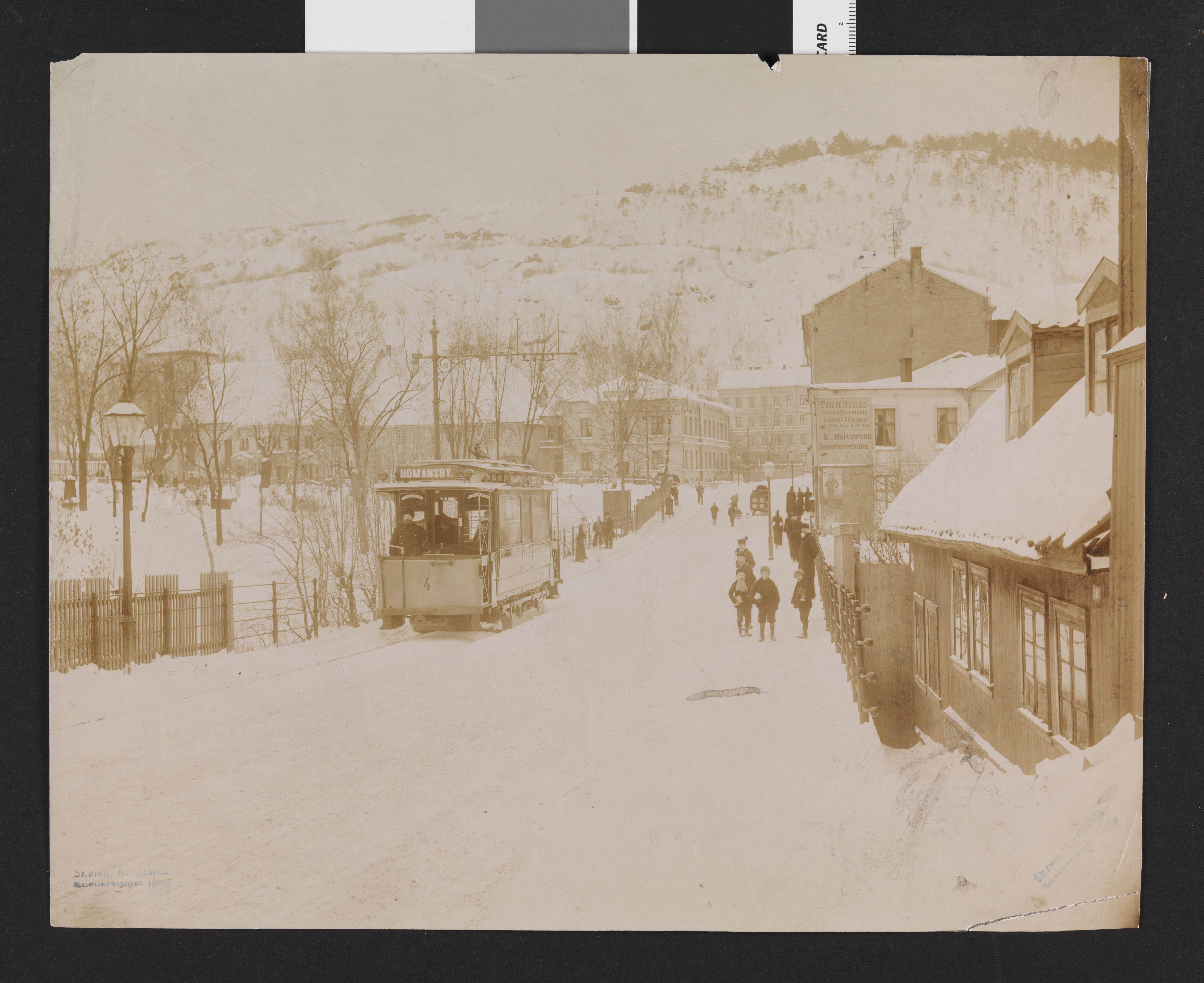
Spårvagn mot Homansbyen på Gamlebylinjen på Oslo gate, mellan 1890 och 1910
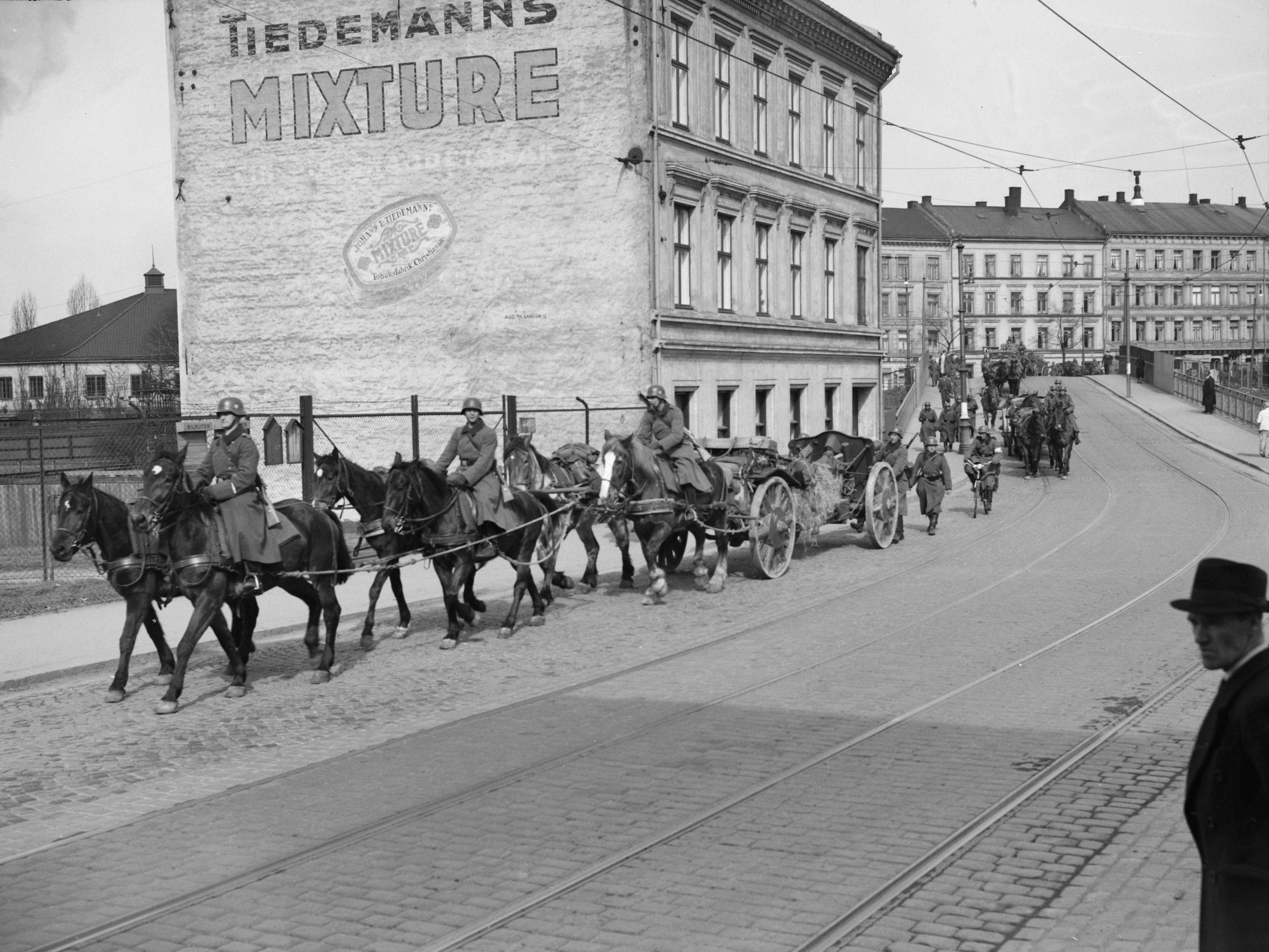
Tysk ockupationstrupp på marsch söderut på Oslo gate över Geitabru, april 1940